# Missa núm. 6 (Schubert)
La missa núm. 6 en mi bemoll major, D. 950, és una missa composta per Franz Schubert durant el 1828 i estrenada a l'església d'Alsergrund de Viena el 4 d'octubre de 1829, quan feia gairebé un any que Schubert havia mort. Va ser composta per a dos tenors solistes, soprano, contralt, baix i cor. Està classificada com a missa solemnis. Es tracta d'una obra mestra del gènere plena de referències a Beethoven, Mozart, Haydn i Bach. Destaquen la gran fuga del Gloria, el començament amenaçador del Credo, la sorprenent marxa fúnebre del Crucifixus, o el tranquil lirisme del Benedictus. La crítica va veure en aquesta obra una foscor més pròpia d'un rèquiem que d'una missa.

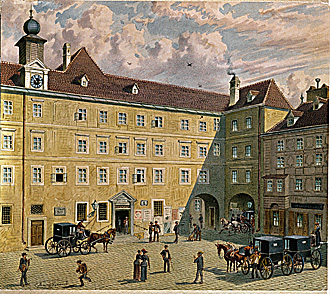
La Stadtkonvikt a Viena, on va estudiar Schubert

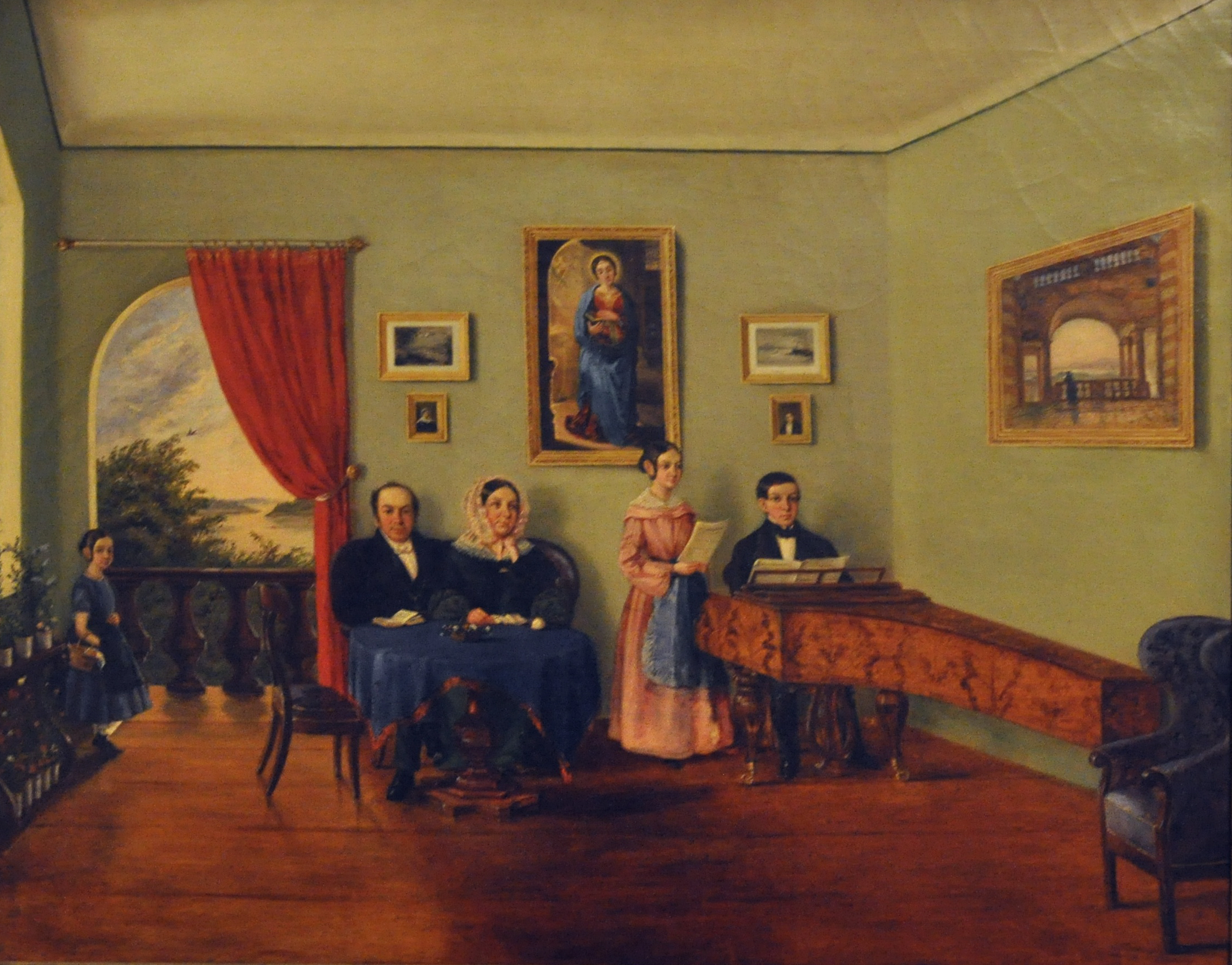
Michael Leitermeyer envoltat de la seva família, al voltant de 1840. Leitermayer, mestre de capella de l'Església de la Santíssima Trinitat (Alserkirche) d'Alsergrund, Viena, va encarregar aquesta missa a Schubert

Schubert va escriure sis misses, però només les dues últimes de grans dimensions, la de la bemoll (1820) i la de mi bemoll major. La tardana Missa en mi bemoll, tot i que se'n discuteix la seva manca de qualitats universals, és de les que s'assegura que posseeix una riquesa de noves sensibilitats, tant intel·lectuals com emotives, que havien estat estimulades i alliberades per la composició del Winterreise.

## Estructura
La missa consta de sis moviments. Les representacions requereixen aproximadament una hora.
1. Kyrie Andante con moto, quasi Allegretto, mi bemoll major, 3/4
2. Gloria Allegro moderato e maestoso, si bemoll major, temps comú
Domine Deus, Agnus Dei... Andante con moto, si bemoll major, 3/4
Quoniam to solus sanctus... Allegro moderato e maestoso, si bemoll major, temps comú
Cum sancto Spiritu... Moderato, si bemoll major, alla breve
3. Credo Moderato, mi bemoll major, alla breve
Et incarnatus est... Andante, la bemoll major, 12/8
Et resurrexit... Moderato, mi bemoll major, temps comú
4. Sanctus Adagio, mi bemoll major, 12/8
Osanna in excelsis... Allegro ma non troppo, mi bemoll major, 2/4
5. Benedictus Andante, la bemoll major, alla breve
Osanna in excelsis... Allegro ma non troppo, mi bemoll major, 2/4
6. Agnus Dei Andante con moto, do menor, 3/4
Dona nobis pacem... Andante, mi bemoll major, alla breve
Agnus Dei... Andante, mi bemoll menor, 3/4
Dona nobis pacem... Andantino, mi bemoll major, alla breve